# Filip Cristian Jianu
Filip Cristian Jianu (* 18. September 2001 in Bukarest) ist ein rumänischer Tennisspieler.

## Karriere
Jianu spielte bis 2019 auf der ITF Junior Tour. Beim Grand-Slam-Turnier 2018 in Melbourne erreichte er mit Thiago Agustín Tirante das Halbfinale. Ein Jahr später abermals bei den Australian Open erzielte er seine besten Ergebnisse. Im Einzel zog er ins Halbfinale ein (Niederlage gegen Emilio Nava) und im Doppel schied mit seinem Partner Nicolás Álvarez Varona wie im Vorjahr im Halbfinale aus. Auf der niedriger dotierten Grade 1 gewann er im Einzel das Turnier in Casablanca. In der Jugend-Rangliste erreichte er mit Rang 5 im Februar 2019 seine höchste Notierung.
Bei den Profis spielte Jianu 2016 sein erstes Turnier auf der drittklassigen ITF Future Tour. 2019 gab er sein Debüt für die rumänische Davis-Cup-Mannschaft in der Begegnung gegen Simbabwe. Schon während seines letzten Jahres als Junior gelangen ihm erste Titel bei den Profis. Viermal konnte er 2019 das Finale von Futures erreichen, zweimal gewann er den Titel. Beim Challenger in Sibiu zog Jianu erstmals ins Achtelfinale auf diesem Niveau ein, nachdem er nur mit einer Wildcard gestartet war. Das Jahr konnte er mit Rang 430 über 600 Plätze besser als im Vorjahr in der Weltrangliste abschließen. Von 2020 bis 2022 war er je einmal auf der Future Tour erfolgreich. In Tallahassee 2021 konnte er das erste Challenger-Viertelfinale erreichen, was ihm in dem Jahr noch drei weitere Male gelang. 2021 beendete er auf Rang 333. Im Folgejahr verbesserte er sich nur wenig. Die meiste Zeit spielte er nun Challengers. Dort zog er in Aguascalientes und San Marino in seine ersten Halbfinals ein, die ihm zu Platz 319 am Jahresende verhalfen. Einziger Erfolg im Doppel war der Einzug ins Halbfinale von Yokkaichi. Darüber hinaus steht das Einzel im Fokus. Die beste Platzierung im Doppel ist 553. Anfang 2023 in Oeiras stand er gegen Joris De Loore in seinem ersten Challenger-Endspiel. De Loore besiegte ihn in zwei Sätzen, aber dennoch kletterte er in der Rangliste um 50 Plätze nach oben.
Im Davis Cup hat Jianu eine Bilanz von 3:1.